# Marco Di Loreto
Marco Di Loreto (* 28. September 1974 in Terni) ist ein ehemaliger italienischer Fußballspieler. Er spielte auf der Position des Verteidigers.

## Karriere
Marco Di Loreto startete seine Karriere bei AS Narnese Calcio in der Serie D. Hier spielte er insgesamt fünf Spielzeiten, ehe er zur Saison 1995/96 zum AC Arezzo wechselte. Mit Arezzo stieg Di Loreto in seiner ersten Saison in die Serie C2 auf. Hier verblieb der Verein bis zur Saison 1998/99, als Arezzo zusammen mit Di Loreto in die Serie C1 aufstieg. In der Winterpause der Saison 1999/2000 wechselte Di Loreto zum Ligakonkurrenten A.S. Viterbese Calcio; hier blieb er bis zum Ende der Saison, ehe er zum Serie-A-Verein AC Perugia wechselte. Hier spielte er sich auf Anhieb in die Stammformation, wo er in den folgenden fünf Spielzeiten auch verblieb. Für Perugia absolvierte er insgesamt 166 Pflichtspiele und schoss dabei 21 Tore.
Zur Saison 2005/06 wechselte er zum AC Florenz, wo er bis 2009 insgesamt 75 Mal zum Einsatz kam. 2009/10 spielte er ein Jahr lang bei A.S.D. Sporting Terni in der vierten italienischen Liga. Daraufhin beendete er seine Karriere.